# Cross Cay
Cross Cay är en ö i Belize. Den ligger i distriktet Stann Creek, i den östra delen av landet, 80 km öster om huvudstaden Belmopan.